# Рибалко-Рибальченко Федір Хомич
Рибалко-Рибальченко Федір Хомич (1893 — ?) — підполковник Армії УНР.

## Біографія
На військовій службі з 1 жовтня 1914 року. Закінчив 1-ше Київське військове училище у 1915 році. Останнє звання у російській армії — штабс-капітан.
З 20 грудня 1917 року — командир кінно-кулеметного загону 1-го Гайдамацького куреня військ Центральної Ради в Одесі, з 28 грудня 1917 року — командир цього куреня. З 28 лютого 1918 року — комендант ст. Бірзула. З 4 липня 1918 року — помічник начальника голтського відділу залізничної охорони. З 20 жовтня 1918 року — начальник знаменського відділу залізничної охорони. З 5 лютого 1919 року — командир збірного куреня Залізнично-Технічного корпусу Дієвої армії УНР. З 13 березня 1919 року — комендант 1-го етапу Запорізького корпусу Дієвої армії УНР. У грудні 1919 року був інтернований польською владою у Луцьку. З 1 квітня 1920 року — командир старшинської сотні 6-ї запасної бригади Армії УНР. З 1 травня 1920 року — зв'язковий старшина при 4-й дивізії польської армії. З 21 червня 1920 року представник Генерального штабу УНР при штабі польських військ.
Подальша доля невідома.